# Stellring

Stellring nach DIN 705

Ein Stellring ist im Maschinenbau ein aus Guss- oder Schmiedeeisen hergestellter Ring, der auf einer Welle passbar gefertigt ist und auf dieser durch eine oder mehrere Schrauben befestigt wird. Stellringe sind in der DIN 703 bzw. in der DIN 705 genormt.
Dadurch, dass der Stellring sich gegen andere Maschinenteile, Lager usw. stützt, hält er die Welle oder bewegliche Teile auf einer Welle in einer bestimmten Lage fest. Die Schrauben sind versenkt angeordnet, um Unfälle zu vermeiden.

## Stellringe als Verschlusssystem für Hantelscheiben
Stellringe sind mehrere Zentimeter große Rohrstücke mit einer Schraube. Die Rohrstücke werden über die Hantelstange gezogen und mittels einer Schraube fixiert. Bei den Schrauben existieren grob zwei Varianten: Inbus- und Stellknebelschrauben. Die Inbusschrauben verschleißen rasch. Der Vorteil der Stellringe liegt darin, dass diese die Scheiben auf der Hantelstange sicher fixieren.